# 475. pehotni polk (Wehrmacht)
Za druge 475. polke glejte 475. polk.
475. pehotni polk (izvirno nemško Infanterie-Regiment 475) je bil eden izmed pehotnih polkov v sestavi redne nemške kopenske vojske med drugo svetovno vojno.

## Zgodovina
Polk je bil ustanovljen 26. avgusta 1939 kot polk 4. vala v WK IV iz nadomestnih bataljonov: II. 11., 53. ter II. 101. pehotnega polka; polk je bil dodeljen 255. pehotni diviziji. 
2. novembra 1940 je bil III. bataljon izvzet iz sestave in dodeljen 445. pehotnemu polku; bataljon je bil nadomeščen.
15. oktobra 1942 je bil polk preimenovan v 475. grenadirski polk.